# Rausand
Rausand is een plaats in de Noorse gemeente Molde, provincie Møre og Romsdal. Rausand telt 259 inwoners (2007) en heeft een oppervlakte van 0,58 km².